# Everybody's Got to Learn Sometime
Everybody's Got to Learn Sometime est une chanson du groupe anglais The Korgis, sortie en 1980 et rééditée en 1993.
Il s'agit du plus gros succès commercial du groupe.

## Reprises
Cette chanson fut abondamment reprise, parfois par des artistes connus :
- En 1981, Richard Dewitte, ex-Il était une fois, sort Elle aimait le sud, dont l'instrumental ressemble beaucoup à ce classique des Korgis[1].
- En 1986, Sofia Rotaru reprend la musique avec les paroles en russe, "Les feuilles se sont envolées" (Улетели листья / Uleteli listiya), sur son album Monologue of Love.
- En 1993, le DJ anglais Neil Gavin Rumney, autrement connu sous son pseudonyme N.R.G, reprend ce titre pour le remixer ensuite, ce qui donnera I Need Your Lovin[2], une version bien plus rapide et rythmée que la version originale.
- En 1994, Baby D. sort l'EP. I Need Your Loving (Everybody's Got to Learn, Sometime) en versions dance et drum & bass.
- En 2003, le duo britannique Erasure reprend le morceau sur son album de reprises Other People's Songs.
- En 2004, le chanteur Italien Zucchero a également fait une reprise (Indaco Dagli Occhi Del Cielo)
- En 2006, Laurent Voulzy a repris le morceau sur son album de reprises, La Septième Vague.
- Beck a repris cette chanson sur la bande originale du film Eternal Sunshine of the Spotless Mind.
- En 2008, lors de l'émission musicale Taratata, Julien Doré l'a interprétée en guitare/voix.
- En 2008, le DJ et producteur Laidback Luke réalise un bootleg sur ce titre, sous le titre « The Korgis - Need Your Lovin' (Laidback Luke Remix) ». À la suite du succès de ce bootleg proposé gratuitement par le DJ hollandais, une version « clearée » sortira près de 9 mois plus tard. Les voix de cette version seront réinterprétées, pour des raisons de droit. Pour les amateurs, la version bootleg est considérée comme la meilleure des deux versions.
- Jean-Philippe Verdin a fait une reprise de cette chanson pour la bande originale du film LOL sorti en 2009.
- En 2009, une reprise de la chanson paraît sur l'album Yesterday and Today, du musicien suédois The Field.
- En 2010, une version de la chanson par la musicienne Sharon Corr paraît sur son premier album solo Dream of You.
- En 2010, Sly Johnson, ancien beatboxer des Saïan Supa Crew, reprend le tube sur son album solo 74.
- En 2011, Nicola Roberts, membre des Girls Aloud, le reprend pour Cinderella's Eyes[3].
- En 2012, le groupe Kasabian reprend cette chanson en live aux Vieilles Charrues
- En 2014, l'Orchestre National de Jazz - Daniel Yvinec reprend ce titre dans son album The Party (JazzVillage)
- En 2015, le groupe suisse Kiku et Blixa Bargeld enregistrent une reprise de cette chanson sur l'album Marcher sur la Tête[4].
- En 2018, Hamza le reprend sur « Minuit 13 », en featuring avec Oxmo Puccino et Christine and the Queens, figurant sur l’album Paradise.
- En 2024, Sasha Dansant et Ismatricule remixent le tube, en utilisant notamment une talkbox[5].

## Cinéma
- En 2004, la chanson est chantée dans le film Eternal Sunshine of the Spotless Mind.
- En 2007, dans le film néerlandais Alles is liefde.
- En 2009, dans LOL.
- En 2012, le titre est utilisé dans le film d'animation Jean de la Lune.
- En 2015, dans le film Bis.
- En 2018, dans le film Tamara Vol.2.
- En 2022, dans le film The Enforcer.

## Télévision
- Dans le téléfilm La Bête curieuse.
- Dans l'épisode 12 de Dollhouse.
- Dans l'épisode 4 de Luther.
- Dans l'épisode 9 de Samuel[6].